# La Cumbre, San Sebastián Tlacotepec
La Cumbre är en ort i Mexiko.   Den ligger i kommunen San Sebastián Tlacotepec och delstaten Puebla, i den sydöstra delen av landet, 270 km sydost om huvudstaden Mexico City. La Cumbre ligger 1 422 meter över havet och antalet invånare är 356.
Terrängen runt La Cumbre är bergig söderut, men norrut är den kuperad. Runt La Cumbre är det ganska tätbefolkat, med 96 invånare per kvadratkilometer. Närmaste större samhälle är San Martín Mazateopan, 11,8 km norr om La Cumbre. I omgivningarna runt La Cumbre växer i huvudsak städsegrön lövskog.